# یونیت هیتر
یونیت هیتر (به انگلیسی: Unit heater) دستگاهی است که ار آن برای گرم کردن فضاهای بزرگ نظیر سالن‌های سرپوشیده، سالن‌های کارخانجات و ... استفاده می‌شود.

یونیت هیتر از قسمت‌های زیر تشکیل شده‌است:
1. کویل با لوله‌های پره دار که در داخل آن آب گرم، داغ یا بخار به عنوان حامل انرژی حرارتی جریان دارد بر حسب نوع یونیت هیتر ممکن است کویل صاف، مکعبی شکل، گرد یا دایره‌ای شکل باشد.
2. پروانه یا فن که وسیله عبور دادن هوا از کویل و به جریان انداختن هوا در داخل فضای گرم شونده را بر عهده دارد. این فن بر حسب ظرفیت و فشار هوادهی ممکن است از نوع ملخی یا سانتریفوژ باشد.
3. پره‌های جهت‌دهنده هوا که به وسیلهٔ آن‌ها می‌توان هوای خروجی از یونیت هیتر را به قسمت‌های مختلف محل گرم شونده هدایت کرد
4. کابینت یا محفظه که پروانه و کویل در داخل آن و پره‌های جهت‌دهنده هوا بروی آن نصب شده‌است.

## انواع یونیت هیتر
یونیت هیترها از لحاظ مختلفی تقسیم‌بندی می‌شوند که به صورت زیر می‌باشند:
1. از لحاظ واسطه و انرژی حرارتی: در این طبقه بندی یونیت هیترها به انواع آبی، بخار و برقی تقسیم‌بندی می‌شوند.
2. از لحاظ نوع پروانه: در این طبقه‌بندی یونیت هیترها به انواع فن ملخی و سانتریفوژ تقسیم‌بندی می‌شوند
3. از لحاظ ترتیب قرار گرفتن قطعات: در این روش یونیت هیترها به نوع مکنده (که به وسیله پروانه از روی کویل مکیده می‌شود) و نوع دمنده (که در آن هوا به وسیلهٔ فن به روی کویل دمیده می‌شود) تقسیم‌بندی می‌شود
4. از نظر محل نصب: در این طبقه‌بندی یونیت هیترها به انواع سقفی آویزی و زمینی دسته‌بندی می‌شوند در نوع سقفی آویزی جریان هوا می‌تواند افقی یا عمودی باشد و در نوع زمینی دستگاه بروی زمین نصب می‌شود و هوا به وسیلهٔ هدایت کننده‌هایی به سمت و محل مورد نظر هدایت می‌شود:

- یونیت هیتر زمینی
- یونیت هیتر سقفی

## کاربرد یونیت هیتر
یونیت هیترها برای موارد زیر به کار می‌روند:
- داشتن قدرت حرارتی زیاد
- جاگیری کمتر مخصوصاً در مدل‌های دیواری و سقفی
- توزیع بهتر هوای گرم
- سرعت زیاد در گرم کردن فضا
- قابلیت نصب و پرتاب هوا به صورت افقی و عمودی

## قدرت حرارتی استاندارد
مقدار حرارتی که یک یونیت هیتر در مدت زمان ۱ ساعت در فشار هوای ۱ اتمسفر با درجه حرارت ورودی ۲۰۰ درجه فارنهایت و افت درجه حرارت ۲۰ درجه فارنهایت و درجه حرارت هوای ورودی به کویل ۶۰ درجه فارنهایت به محیط منتقل می‌کند اگر بدون کانال باشد قدرت حرارتی استاندارد نامیده می‌شود.

## انتخاب یونیت هیتر
کارخانه‌های سازنده یونیت هیتر تولیدات خود را در شرایط استاندارد یا در شرایط دیگری که مشخص می‌کنند در جداولی برای مدل‌های مختلف ارائه می‌دهند که با استفاده از فاکتورهای مهم زیر می‌توان تعداد و مدل مورد نظر را تعیین کرد:
- سیال حامل انرژی
- نوع یونیت هیتر مناسب
- محل قرارگیری یونیت هیتر
- سطح مجاز سروصدا
- ظرفیت حرارتی
- نیاز به انجام تصفیه مکانیکی

## مزایا و معایب یونیت هیتر
مزایای یونیت هیتر
1. راندمان بالا دارد
2. گرمای یکنواخت
3. ارزان بودن قیمت
4. قابلیت نصب اسان

معایب یونیت هیتر
1. سرو صدای زیادی دارند
2. طرح لوله کشی معکوس
3. نیازمند رسوب زدایی[۱]
4. عدم وارد نمودن هوای تازه به محیط داخل سوله یا سالن
5. عدم توانایی در تنظیم رطوبت هوا
6. عدم توانایی در فیلتراسیون موثر هوا